# Thomas Kelati
Thomas Kelati (* 27. September 1982 in Walla Walla, Washington) ist ein ehemaliger polnischer Basketballspieler US-amerikanisch-eritreischer Herkunft. Kelati nahm nach der Heirat mit einer Polin 2010 die Staatsangehörigkeit seiner Frau an und trat in internationalen Spielen für Polen an. In internationalen Vereinswettbewerben hat Kelati mit dem Valencia Basket Club den Eurocup 2009/10 sowie mit BK Chimki die osteuropäische VTB United League 2011 und den Eurocup 2011/12 gewonnen.

## Karriere
Während seines Studiums an der Washington State University in Pullman in seinem heimatlichen US-Bundesstaat spielte Kelati ab 2001 für die Cougars in der Pacific-12 Conference der NCAA Division I, schaffte mit der Hochschulmannschaft aber nicht den Einzug in die landesweite Endrunde der NCAA. Kelati wurde als einer der erfolgreichsten Dreipunktwurf-Schützen in der Geschichte der Washington State University geführt, als er diese 2005 verließ.
Nach dem Studienende 2005 wechselte Kelati als Profi nach Europa, wo er in der belgischen Ethias League einen Vertrag bei Dexia aus dem wallonischen Mons im Hennegau unterschrieb. Mit diesem Verein wurde er 2006 belgischer Pokalsieger sowie Vizemeister. Anschließend wechselte er in die polnische PLK nach Zgorzelec, der polnischen Schwesterstadt von Görlitz an der Neiße, wo er mit PGE Turów zweimal hintereinander polnischer Vizemeister wurde. In der zweiten Saison konnte Kelati auch international auf sich aufmerksam machen, als er nach dem Vorrundengruppensieg im ULEB Cup 2007/08, mit seiner Mannschaft, bis ins Finalturnier der acht besten Mannschaften dieses Wettbewerbs vorstieß, wo man im Viertelfinale gegen Dynamo Moskau ausschied.
Anschließend wechselte Kelati 2008 in die spanische Liga ACB zu Unicaja Málaga. Mit diesem Verein spielte auch in der höchsten europäischen Spielklasse EuroLeague, in der man in der Saison 2008/09 nach dem Gruppensieg in der Vorrunde in der Zwischenrunde der sechzehn besten Mannschaften ausschied. In der spanischen Meisterschaft belegte man nach der Hauptrunde den dritten Platz und schied im Play-off-Halbfinale gegen den späteren Meister FC Barcelona aus. Im spanischen Pokal Copa del Rey erreichte man das Endspiel, welches gegen den baskischen Verein Tau Cerámica verloren ging. Im Anschluss unterschrieb Kelati einen Vertrag beim griechischen Verein Olympiakos Piräus, der nach der medizinischen Untersuchung aber vom Verein wieder gelöst wurde, stattdessen erhielt er vom NBA-Meister Los Angeles Lakers einen Vertrag, der jedoch auch vor Saisonbeginn wieder aufgehoben wurde. Daraufhin kehrte Kelati nach Spanien zurück, wo er vom Valencia Basket Club verpflichtet wurde, mit dem er 2010 den ULEB Eurocup gewann, dabei im Endspiel den deutschen Vertreter Alba Berlin bezwang. Als Hauptrundenvierter in der spanischen Meisterschaft scheiterte man in der ersten Play-off-Runde ausgerechnet an Kelatis ehemaligem Verein aus Málaga. 2010 wechselte er dann zum Basketballverein aus dem russischen Chimki, einem Vorort von Moskau, bei dem er einen Zweijahresvertrag unterschrieb. Mit diesem Verein gewann er 2011 die VTB United League und 2012 den ULEB Eurocup.
Mit der polnischen Nationalmannschaft qualifizierte sich Kelati 2010 für die EM-Endrunde 2011 im Nachbarland Litauen. In der Vorrunde des Endrundenturniers schied man nach zwei Siegen knapp wegen des schlechteren direkten Vergleichs vorzeitig aus. Zur Saison 2012/13 kehrte er nach Valencia BC in die Liga ACB zurück. Bei der EM-Endrunde 2013 enttäuschte die polnische Nationalmannschaft und gewann unter dem deutschen Trainer Dirk Bauermann nur das bedeutungslose letzte Gruppenspiel der Vorrunde gegen Gastgeber Slowenien. Nachdem Kelati für die Saison 2013/14 bereits als Neuverpflichtung des türkischen Erstliga-Rückkehrers Trabzonspor gehandelt wurde, kehrte er noch vor Saisonbeginn in die Liga ACB zurück und ersetzte zwei Monate den verletzten Devon van Oostrum bei Laboral Kutxa aus Vitoria-Gasteiz. Kelati selbst verletzte sich ebenfalls nach knapp vier Wochen und wurde durch Rimantas Kaukėnas ersetzt. Anfang Februar 2014 bekam Kelati dann einen Vertrag beim Ligakonkurrenten UCAM Murcia.
Zehn Jahre nach dem Beginn seiner ersten Vertragszeit in der polnischen Liga einigte er sich wieder mit einem Verein aus dem Heimatland seiner Ehefrau auf eine Zusammenarbeit und wurde im August 2016 von Stelmet Zielona Góra als Neuzugang vermeldet. 2017 wurde er polnischer Meister. Im April 2018 verletzte er sich am Knie, Kelati musste einen Eingriff vornehmen lassen. Im Frühling 2019 kehrte er noch einmal in die Mannschaft zurück und bestritt für diese noch zwei Ligaspiele.